# Laurence Kirby
 (juin 2013).
Si vous disposez d'ouvrages ou d'articles de référence ou si vous connaissez des sites web de qualité traitant du thème abordé ici, merci de compléter l'article en donnant les références utiles à sa vérifiabilité et en les liant à la section « Notes et références ».
Laurence A. S. Kirby (ou Laurie Kirby), né en 1952, est un mathématicien britannique, spécialiste de logique mathématique.

## Biographie
Kirby grandit à Hong Kong et en Angleterre. Il étudie à l'université de Cambridge et soutient son doctorat en 1977 à l'université de Manchester. Il travaille à Paris et à Princeton (où il enseigne pendant trois ans à partir de 1978) avant d'être nommé professeur au Baruch College de l'université de la Ville de New York en 1982.
Kirby est connu pour son travail de 1982 avec Jeff Paris sur les théorèmes d'indécidabilité dans l'arithmétique de Peano. Ils démontrent qu'un théorème de Goodstein, qui s'énonce très simplement en termes d'entiers, ne peut être ni prouvé ni réfuté avec les axiomes de Peano.
Kirby joue du violon en musique classique et publiquement en tant que T. G. Vanini dans le groupe de folk rock The Princes of Serendip avec Don Yacullo (piano) et son épouse Julie Parisi Kirby (chant), avec qui il a également enregistré des disques.